# 大本晶之
大本 晶之（おおもと まさゆき、1969年9月9日 - ）は、日本の実業家。丸紅代表取締役社長。愛媛県出身。

## 来歴
1992年、早稲田大学商学部卒業。同年、丸紅株式会社入社。電力部門へ配属され、コスタリカや中国、トルコ、アラブ首長国連邦における発電事業に従事した。
2006年丸紅を退社し、マッキンゼー・アンド・カンパニー入社。2007年、丸紅に再入社。
同社次世代事業開発本部長等を経て、2020年に執行役員次世代事業開発本部長、2022年に執行役員CDIO次世代事業開発本部長、2024年に常務執行役員CDIO次世代事業開発本部長に、それぞれ就任。2025年4月より社長。2025年6月より代表取締役社長。